# 450
| [ Edytuj tabelę ] |                                           |
| Cesarz Bizancjum  | - 408 Teodozjusz II 450 - 450 Marcjan 457 |
| Król Franków      | - 447 Meroweusz 457                       |
| Władca Guptów     | - 414 Kumaragupta 455                     |
| Chan Hunów        | - 434 Attyla 453                          |
| Władca Korei      | - 413 Changsu 491                         |
| Król Munsteru     | - 431 Nad Froích 453                      |
| Papież            | - 440 Leon I 461                          |
| Król Persji       | - 439 Jezdegerd II 457                    |
| Cesarz Rzymu      | - 425 Walentynian III 455                 |
| Król Wandalów     | - 428 Genzeryk 477                        |
| Król Wizygotów    | - 419 Teodoryk I 451                      |

Rok 450 / CDL
stulecia: IV wiek ~
V wiek ~
VI wiek

lata: 440 «
445 «
446 «
447 «
448 «
449 «
450
» 451
» 452
» 453
» 454
» 455
» 460

## Wydarzenia
- 28 lipca – Aelia Pulcheria została cesarzową bizantyjską.
- 25 sierpnia – Marcjan został cesarzem wschodniorzymskim.
- Koniec rządów dynastii teodozjańskiej.
- Anglowie, Sasi i Jutowie zajęli Brytanię (data sporna lub przybliżona).
- Najazd Hunów na cesarstwo zachodnie.

## Zmarli
- 28 lipca – Teodozjusz II, cesarz wschodniorzymski (ur. 401)
- 31 lipca – Piotr Chryzolog, biskup Rawenny, Doktor Kościoła, święty (ur. ok. 380)
- 27 listopada – Elia Galla Placydia, cesarzowa rzymska, żona Konstancjusza III (ur. ok. 390)